# The Forgotten (serie televisiva)
The Forgotten è una serie televisiva statunitense di genere drammatico. È andata in onda dal 22 settembre 2009 al 9 marzo 2010 negli USA sul canale ABC. La serie è stata cancellata dopo una sola stagione.
In Italia, la serie va in onda dal 3 marzo 2010 sul canale a pagamento Joi, della piattaforma Mediaset Premium. In chiaro su La 5 dal 16 gennaio al 6 marzo 2013.

## Trama
Quando la polizia abbandona un caso per cause maggiori (per esempio un tempo eccessivo di indagini che non ha portato ad alcun risultato) entra in scena un gruppo di investigatori volontari non professionisti, il "Forgotten Network" (in lingua italiana, la rete dei dimenticati), che ha contatti in tutto il paese. I membri del "Forgotten Network" sono il loro leader, Alex Donovan, Lindsey Drake, Candace Butler, Walter Bailey, Tyler Davies e, successivamente, il detective Grace Russel fondamentale appoggio per il gruppo.
Il gruppo, ritrovato il corpo, mediante piccoli dettagli cerca di risalire all'identità del cadavere al quale, come di consueto nell'uso statunitense per conferire dignità a un defunto ignoto, dà il nome di Jane Doe se donna o John Doe se uomo. Ogni episodio viene raccontato dalla voce narrante dello sconosciuto che, dal suo punto di vista, segue i tentativi del team nella ricostruzione della sua identità.
Il "Forgotten Network" ha un suo motto: «perduti ma non dimenticati».

## Episodi
| Stagione       | Episodi | Prima TV originale | Prima TV Italia |
| -------------- | ------- | ------------------ | --------------- |
| Prima stagione | 17      | 2009-2010          | 2010            |

## Personaggi e interpreti
- Alex Donovan, interpretato da Christian Slater, doppiato da Christian Iansante: 
è il leader del "Forgotten Network". È un ex-poliziotto che decide di entrare a far parte del "Forgotten Network" dopo la scomparsa di sua figlia per cercare di dare giustizia a tutti i corpi senza identità e con la speranza di ritrovare la sua bambina.
- Candace Butler, interpretata da Michelle Borth, doppiata da Stella Musy: 
è un'impiegata che nel tempo libero si dedica al "Forgotten Network". È spinta dalla voglia di aiutare gli altri nella ricerca il "Forgotten Network" e spesso usa il suo lavoro da impiegata come copertura per le sue ricerche personali. Successivamente, lascerà il suo lavoro per dare maggiore priorità al "Forgotten Network".
- Lindsey Drake, interpretata da Heather Stephens, doppiata da Chiara Colizzi: 
è un membro del "Forgotten Network" che aiuta nelle ricerche e, molto spesso, ospita il team nella propria casa dopo aver divorziato dal marito.
- Grace Russel, interpretata da Rochelle Aytes, doppiata da Francesca Fiorentini: 
è il detective della omicidi che dà i casi al "Forgotten Network". È anche una ex collega di Alex e spesso, si rivela fondamentale per i casi del team quando a quest'ultimo servono i permessi per poter continuare le sue indagini.
- Tyler Davies, interpretato da Anthony Carrigan, doppiato da Fabrizio De Flaviis: 
è un ragazzo che, forzatamente, entra nel "Forgotten Network". Viene scoperto a scrivere sui muri della città e così, viene obbligato a collaborare con il network, successivamente capirà che quello è ciò che vuole fare e si scoprirà fondamentale per gli identikit delle vittime.
- Walter Bailey, interpretato da Bob Stephenson, doppiato da Franco Mannella: 
è un impiegato in un'azienda telefonica che collabora con il "Forgotten Network" a volte anche per uscire dai problemi quotidiani che una famiglia ha.
- Maxine Denver, interpretata da Elisha Cuthbert, doppiata da Laura Latini: 
entra a far parte del team del "Forgotten Network" dall'episodio 12 Il figliol prodigo, dopo la scoperta della morte del fratello. Spinta dalla voglia di giustizia, segue il lavoro del team nella ricostruzione della morte del fratello e una volta risolto il caso decide di entrarvi a far parte per contribuire a dare un'identità a tutti gli uomini e tutte le donne scomparse.

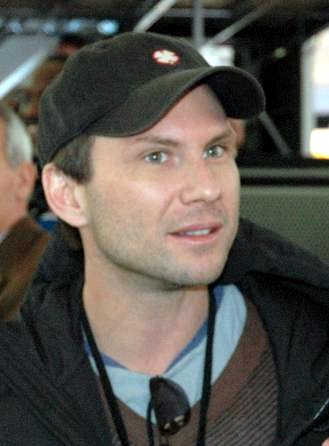
Christian Slater interpreta Alex Donovan
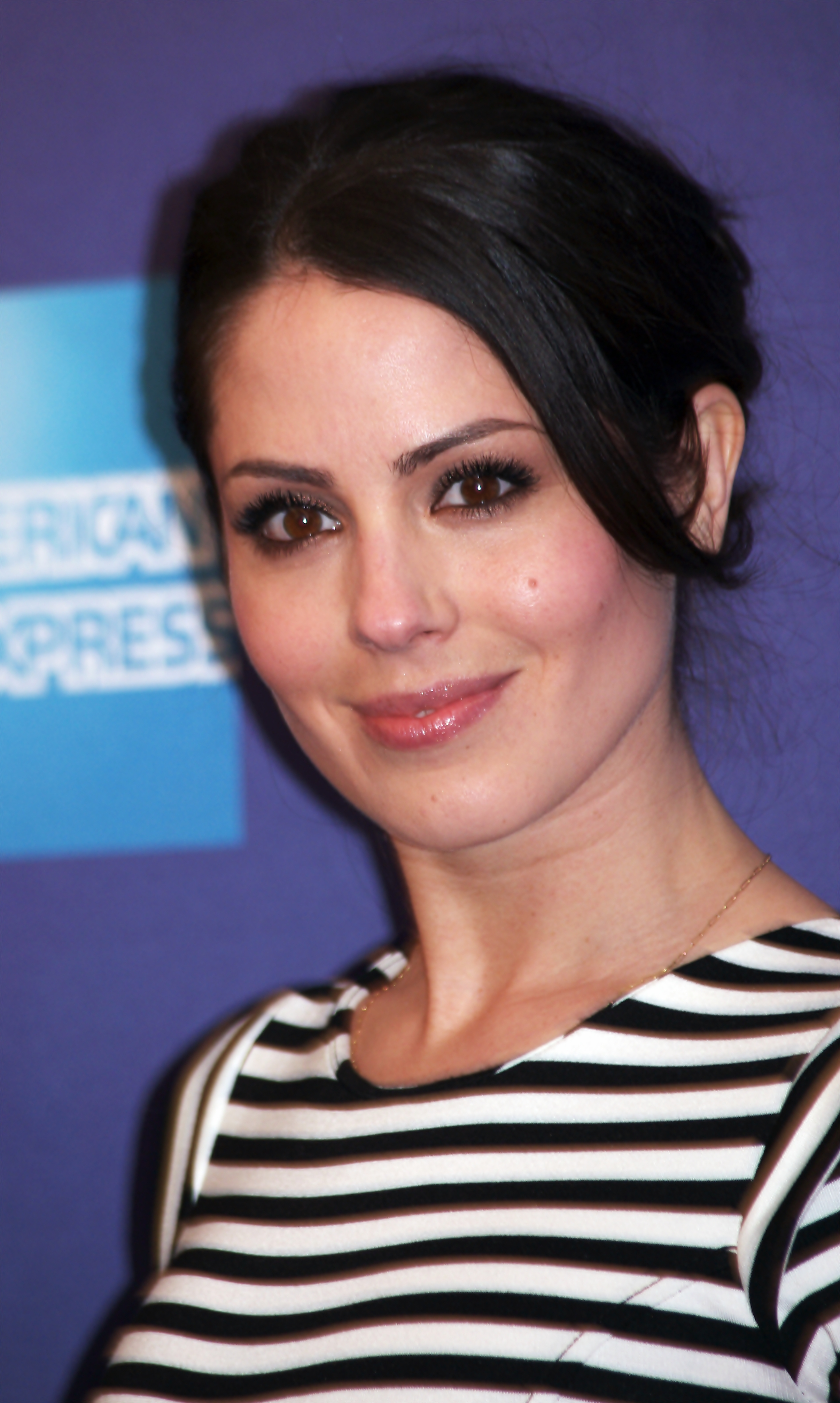
Michelle Borth interpreta Candacer Butler
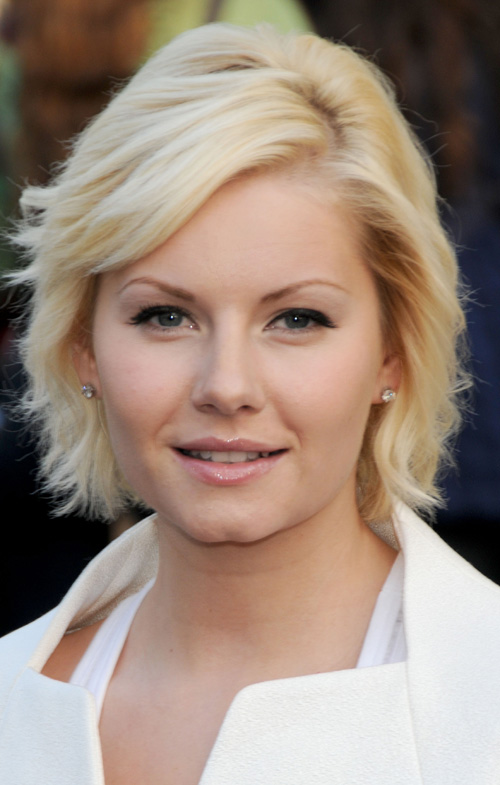
Elisha Cuthbert interpreta Maxine Denver